# フェルナンディノ
フェルナンディノ（Fernandino、又はフェルナンディノス、Fernandinos）とはアフリカは赤道ギニアのクレオールである。
フェルナンディノは19世紀にシエラレオネの沖合いでイギリス海軍により解放された奴隷の子孫である。ビオコ島のマラボに住み、赤道ギニアでは少数派だが、エリートで独自のクレオール文化を結成している。当時のビオコ島はフェルナンドポー島と呼ばれていて、そこから彼らクレオールの事をフェルナンディノと呼ばれている。
フェルナンディノ連合民主党（Democratic Fernandino Union）と言う政党を結成しており、ブビ族のビオコ自治運動と同様にファン族のリオムニからビオコ島が分離する事を望んでいた。
各集団には、民族的、社会的、文化的、言語的な歴史があった。それらのコミュニティのメンバーは、1880年代～1890年代に、カカオ農業産業といった事業をビオコ島で起こしたことで、拡大する労働力のほとんどを提供した。ナイジェリアやガーナといった、西アフリカの様々な地域から労働者が集められ、効果的に印象付けられたこの地域での労働の歴史のために、フェルナンディノはこれらの地域と家族のつながりも持っていた。最終的に、これらの民族的に異なるグループは、結婚して統合された。21世紀のビオコでは、それらの違いはわずかであると見なされている。